# Lethrus sulcatus
Lethrus sulcatus is een keversoort uit de familie van de mesttorren (Geotrupidae). De wetenschappelijke naam van de soort werd in 1883 gepubliceerd door Ernst Gustav Kraatz.